# Віннетт (Монтана)
Віннетт (англ. Winnett) — місто (англ. town) в США, в окрузі Петролеум штату Монтана. Населення — 188 осіб (2020).

## Географія
Віннетт розташований за координатами 47°0′17″ пн. ш. 108°20′46″ зх. д. / 47.00472° пн. ш. 108.34611° зх. д. (47.004747, -108.346232).  За даними Бюро перепису населення США в 2010 році місто мало площу 2,53 км², уся площа — суходіл.

### Клімат
Містечко знаходиться у зоні, котра характеризується кліматом тропічних степів. Найтепліший місяць — липень із середньою температурою 21.4 °C (70.6 °F). Найхолодніший місяць — січень, із середньою температурою -5.7 °С (21.8 °F).
| Клімат Віннетта         | Клімат Віннетта | Клімат Віннетта | Клімат Віннетта | Клімат Віннетта | Клімат Віннетта | Клімат Віннетта | Клімат Віннетта | Клімат Віннетта | Клімат Віннетта | Клімат Віннетта | Клімат Віннетта | Клімат Віннетта | Клімат Віннетта |
| Показник                | Січ.            | Лют.            | Бер.            | Квіт.           | Трав.           | Черв.           | Лип.            | Серп.           | Вер.            | Жовт.           | Лист.           | Груд.           | Рік             |
| Абсолютний максимум, °C | 22,2            | 24,4            | 26,7            | 32,8            | 36,7            | 41,7            | 42,2            | 42,2            | 40              | 33,3            | 27,2            | 21,1            | 42,2            |
| Середній максимум, °C   | 1,1             | 3,7             | 8,1             | 14,8            | 20,5            | 25              | 30,8            | 30,1            | 23,4            | 16,7            | 8,2             | 2,9             | 15,4            |
| Середня температура, °C | −5,7            | −3,3            | 0,9             | 7               | 12,3            | 16,9            | 21,4            | 20,4            | 14,6            | 8,6             | 1,1             | −4              | 7,6             |
| Середній мінімум, °C    | −12,6           | −10,3           | −6,3            | −0,8            | 4,2             | 8,8             | 12              | 10,8            | 5,8             | 0,6             | −5,9            | −10,8           | −0,4            |
| Абсолютний мінімум, °C  | −41,1           | −43,3           | −34,4           | −25,6           | −13,3           | −2,8            | −0,6            | −1,1            | −13,3           | −27,8           | −33,9           | −44,4           | −44,4           |
| Норма опадів, мм        | 10              | 9               | 16              | 27              | 59              | 71              | 34              | 28              | 26              | 23              | 11              | 11              | 326             |
| Днів з опадами          | 5               | 4               | 6               | 7               | 10              | 11              | 7               | 6               | 6               | 5               | 5               | 5               | 77              |
| ----------------------- | --------------- | --------------- | --------------- | --------------- | --------------- | --------------- | --------------- | --------------- | --------------- | --------------- | --------------- | --------------- | --------------- |
| Джерело: Weatherbase    |                 |                 |                 |                 |                 |                 |                 |                 |                 |                 |                 |                 |                 |

## Демографія
Згідно з переписом 2010 року, у місті мешкали 182 особи в 91 домогосподарстві у складі 50 родин. Густота населення становила 72 особи/км².  Було 132 помешкання (52/км²).
Расовий склад населення:
| - 100,0 % — білих |

До двох чи більше рас належало 0,0 %. Частка іспаномовних становила 1,1 % від усіх жителів.
За віковим діапазоном населення розподілялося таким чином: 18,7 % — особи молодші 18 років, 57,1 % — особи у віці 18—64 років, 24,2 % — особи у віці 65 років та старші. Медіана віку мешканця становила 50,0 року. На 100 осіб жіночої статі у місті припадало 116,7 чоловіків;  на 100 жінок у віці від 18 років та старших — 117,6 чоловіків також старших 18 років.
Середній дохід на одне домашнє господарство  становив 39 970 доларів США (медіана — 30 000), а середній дохід на одну сім'ю — 58 144 долари (медіана — 48 750). Медіана доходів становила 49 063 долари для чоловіків та 23 214 долари для жінок. За межею бідності перебувало 6,8 % осіб, у тому числі 0,0 % дітей у віці до 18 років та 5,0 % осіб у віці 65 років та старших.
Цивільне працевлаштоване населення становило 81 осіб. Основні галузі зайнятості: будівництво — 24,7 %, освіта, охорона здоров'я та соціальна допомога — 23,5 %, мистецтво, розваги та відпочинок — 17,3 %, роздрібна торгівля — 14,8 %.